# 3318 Blixen
Blixen (asteroide 3318) é um asteroide da cintura principal com um diâmetro de 23,5 quilómetros, a 2,8694194 UA. Possui uma excentricidade de 0,0472783 e um período orbital de 1 909,13 dias (5,23 anos).
Blixen tem uma velocidade orbital média de 17,16242865 km/s e uma inclinação de 11,57181º.
Este asteroide foi descoberto em 23 de Abril de 1985 por Poul Jensen.